# Andrzej Zarycki (narciarz)
Andrzej Zarycki (ur. 1957) – polski kombinator norweski i skoczek narciarski, brązowy medalista mistrzostw Europy juniorów w kombinacji norweskiej.
28 lutego 1976 roku w Libercu podczas mistrzostw Europy juniorów zdobył brązowy medal w konkursie indywidualnym rozgrywanym metodą Gundersena (skoki + bieg na 15 kilometrów). Rywalizację przegrał wówczas z reprezentantem NRD – Gunterem Schmiederem oraz z zawodnikiem czechosłowackim – Vladimírem Vedralem.
W 1979 roku zwyciężył w Memoriale Bronisława Czecha i Heleny Marusarzówny w skokach narciarskich. W kombinacji zajął natomiast drugie miejsce, przegrywając z Karlem Lustenbergerem.